# Material Girl
〈Material Girl〉은 마돈나의 노래이다. 두 번째 정규 앨범 《Like a Virgin》의 싱글이다. 빌보드 핫 100 2위와 영국 싱글 차트 3위를 한 곡이다.
뮤직비디오는 마릴린 먼로가 주연을 맡은 영화 《신사는 금발을 좋아해》의 "Diamonds Are a Girl's Best Friend" 공연 장면을 따라하면서 화제가 되었다.